# ジョン・ロー (数学者)
ジョン・ロー（英: John Roe、1959年10月6日-2018年3月9日）は、イギリスの数学者である。

## 経歴
ローはシュロップシャーの田舎で育った。彼はラグビー校に通い、ケンブリッジ大学の学部を出て、1985年にオックスフォード大学から哲学博士（D.Phil.）を授与された。このときの指導教員はマイケル・アティヤである。彼はポスドクとして、バークレーのMSRIを経て、オックスフォード大学ジーザス・カレッジのチューターとなった。彼は1998年から死の直前までペンシルベニア州立大学の教授であった。
彼の研究対象は指数定理、粗幾何学、作用素環論、非可換幾何学、そして微分トポロジーにおけるノビコフ予想を中心とする。彼は Journal of Noncommutative Geometry と Journal of Topology のエディターを務めた。
1996年に彼はホワイトヘッド賞を受賞し、2012年にアメリカ数学会のフェローとなった。

## 書籍
- Elementary Geometry
- Lectures on Coarse Geometry
- Winding Around, American Math Society, (2015)
- Analytic K-Homology with Nigel Higson
- Mathematics for Sustainability, Springer, (2018)